# Endoscopie

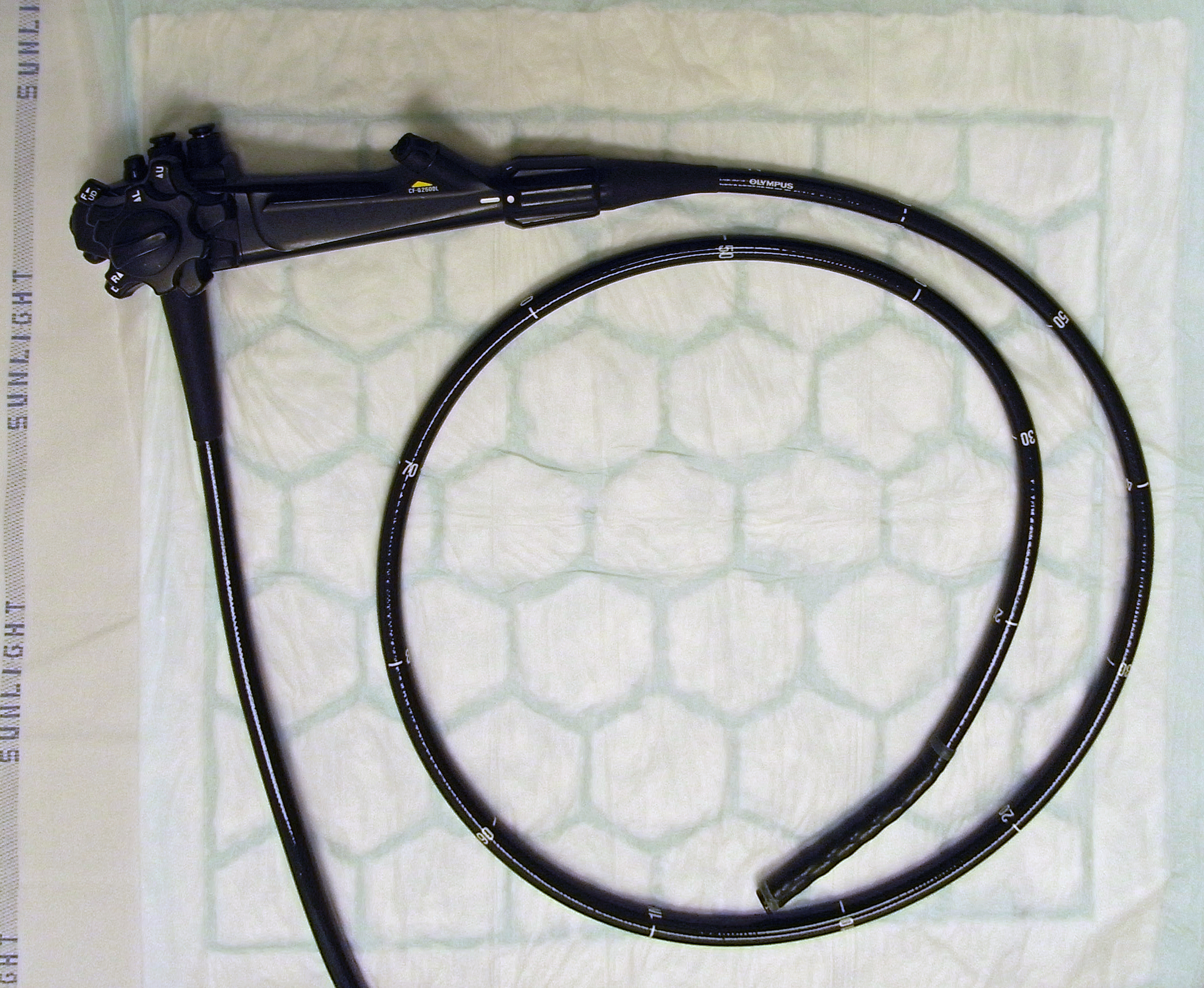
Endoscop flexibil

Endoscopia (în interior) este o procedură utilizată în medicină pentru a se uita în interiorul corpului. Procedura de endoscopie utilizează un endoscop pentru a examina interiorul unui organ gol sau cavitate a corpului. Spre deosebire de multe alte tehnici medicale de imagistică, endoscoapele sunt inserate direct în organ.
Există multe tipuri de endoscoape. În funcție de locul în organism și de tipul procedurii, o endoscopie poate fi efectuată fie de către un medic, fie de un chirurg. Un pacient poate fi pe deplin conștient sau anesteziat în timpul procedurii. Cel mai adesea, termenul endoscopie este folosit pentru a se referi la o examinare a părții superioare a tractului gastrointestinal, cunoscut sub numele de esophagogastroduodenoscopy.
Pentru utilizarea nemedicală, instrumentele similare sunt numite borescopuri.

## Utilizări medicale
Un furnizor de servicii medicale poate utiliza endoscopie pentru oricare dintre următoarele:
- investigarea simptomelor, cum ar fi simptomele din sistemul digestiv incluzând greață, vărsături, dureri abdominale, dificultăți la înghițire și sângerare gastrointestinală.
- confirmarea unui diagnostic, cel mai frecvent prin efectuarea unei biopsii pentru a verifica situații precum anemia, sângerarea, inflamația și cancerele sistemului digestiv, oferind tratament, cum ar fi cauterizarea unui vas de sângerare, lărgirea unui esofag îngust, tăierea unui polip sau îndepărtarea unui obiect străin.

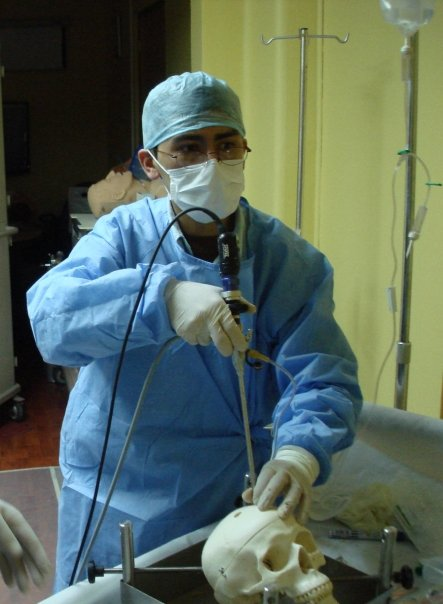
Instruirea medicului pentru a utiliza un endoscop.

Organizațiile profesionale speciale care se specializează în problemele digestive sugerează că mulți pacienți cu esofag Barrett primesc prea frecvent endoscopii. Astfel de societăți recomandă ca pacienții cu esofag Barrett și fără simptome de cancer după două biopsii să primească biopsii așa cum este indicat și nu mai des decât rata recomandată.

### Aplicații
Furnizorii de asistență medicală pot utiliza endoscopia pentru a examina oricare dintre următoarele părți ale corpului:
- Tractul gastrointestinal (tractul gastrointestinal):
  - esofag, stomac și duoden (esofagogastroduodenoscopie)
  - intestin subțire (enteroscopie)
  - intestin gros/colon (colonoscopie, sigmoidoscopie)
  - Mărirea endoscopiei
  - canal biliar
    - cholangiopancreatografia endoscopică retrogradă (ERCP), cholangiopancreatoscopia asistată de duodenoscop, cholangioscopia intraoperatorie

  - rect (rectoscopie) și anus (anoscopie), ambele denumite și proctoscopie,

- Tractul respirator
  - Nasul (rinoplastia)

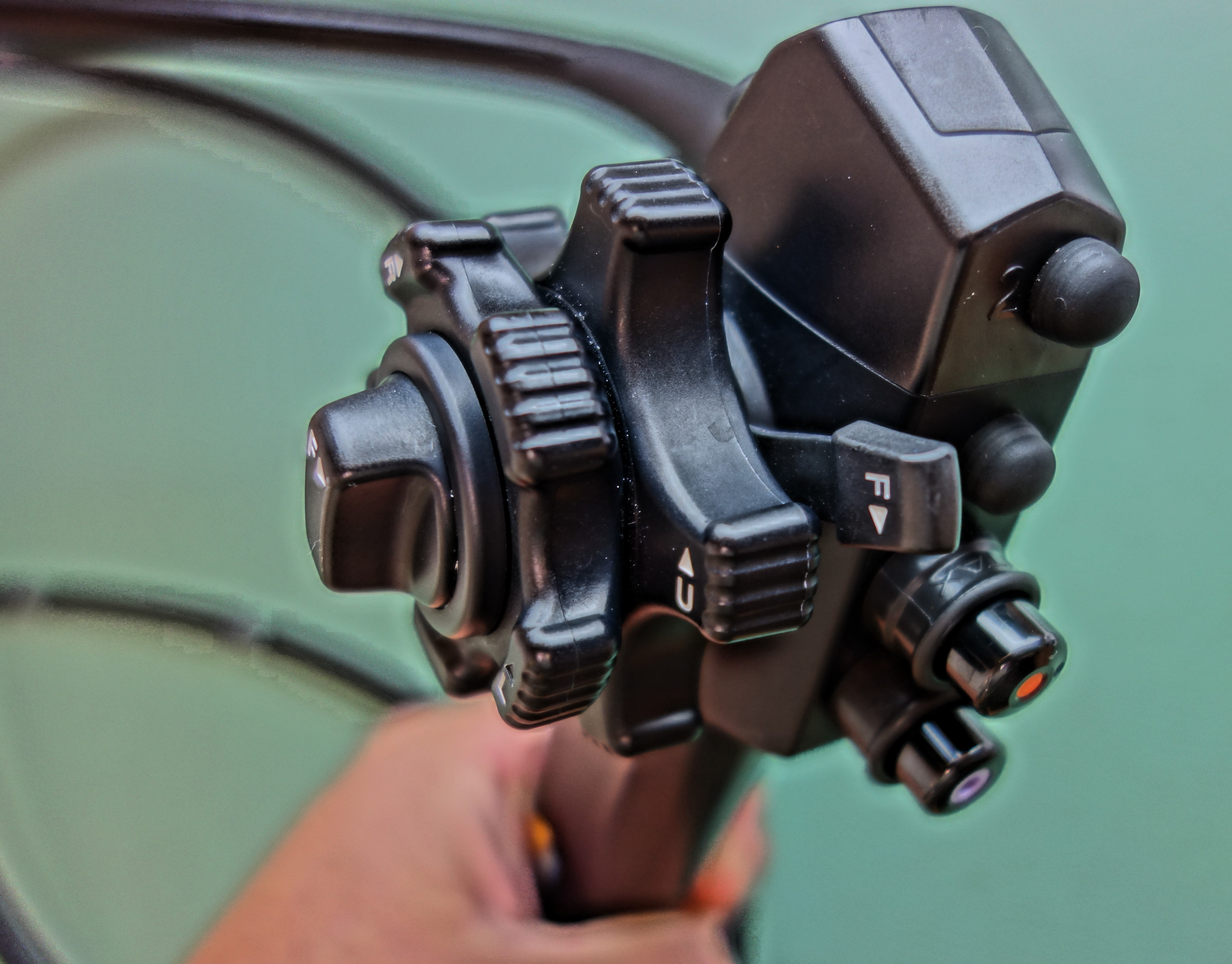
Componenta cu care se manipuleaza un endoscop.

  - Tractul respirator inferior (bronhoscopie)

- Urechea (otoscopul)
- Tractul urinar (cistoscopie)
- Aparatul genital feminin (gynoscopie)
  - Cervixul (colposcopie)
  - Uterul (histeroscopia)
  - Trompele uterine (falloposcopia)

- Cavități corporale închise normal (printr-o mică incizie):
  - Cavitatea abdominală sau pelviană (laparoscopie)
  - Interiorul unei articulații (artroscopie)
  - Cavitatea toracică (toracoscopie și mediastinoscopie)

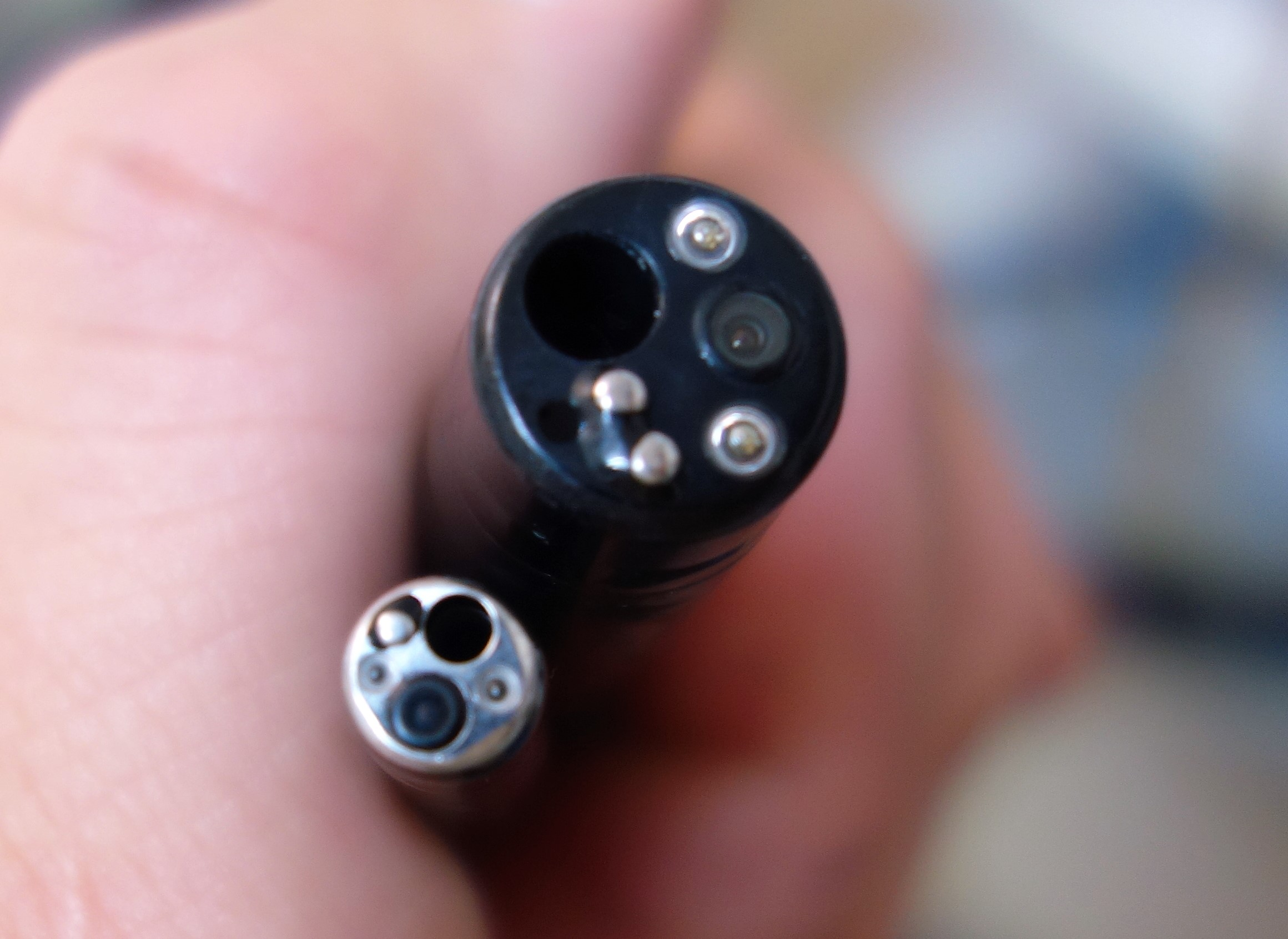
Componenta de insertie a unui endoscop.

Endoscopia este folosită pentru multe proceduri:
- În timpul sarcinii
  - Amnion (amnioscopie)
  - Fetusul (fetoscopia)
- Chirurgie plastică
- Panendoscopia (sau triplu endoscopie)
  - Combină laringoscopia, esofagoscopia și bronhoscopia
- Operație ortopedică
  - Intervenții chirurgicale de mână, cum ar fi eliberarea tunelului carpian endoscopic
  - Operație la genunchi, cum ar fi reconstrucția ligament încrucișat anterior
  - Spațiu epidural (Epiduroscopie)
  - Burselor (Bursectomie)
- Chirurgie endodontică
  - Operația sinuzită maxilară
  - Rezecție apicală
- Endoscopie endonazală
- Operație spinării endoscopice

O endoscopie este o procedură simplă care permite unui medic să privească în interiorul corpului uman folosind un instrument numit endoscop. O unealtă de tăiere poate fi atașată la capătul endoscopului, iar aparatul poate fi apoi utilizat pentru a efectua o intervenție chirurgicală. Acest tip de intervenție chirurgicală se numește intervenție chirurgicală cu gaură cheie și, de obicei, nu lasă decât o cicatrice minusculă extern.

## Aplicații in alte domenii
- Comunitatea de planificare și arhitectură utilizează endoscopia arhitecturală pentru pre-vizualizarea modelelor scalate ale clădirilor și orașelor propuse
- Inspecția internă a sistemelor tehnice complexe (borescope)
- Endoscoapele sunt, de asemenea, un instrument util în examinarea dispozitivelor explozive improvizate de către personalul de eliminare a bombei.
- FBI utilizează endoscoape pentru a efectua supravegherea prin spații strâmte.

## Riscuri
Principalele riscuri sunt infecția, supra-sedarea, perforația sau o ruptură a căptușelii și sângerării stomacului sau esofagului. Deși perforarea necesită în general intervenții chirurgicale, anumite cazuri pot fi tratate cu antibiotice și fluide intravenoase. Sângerarea poate apărea la locul unei îndepărtări de biopsie sau polipi. Astfel de hemoragii tipice minore se pot opri pur și simplu sau pot fi controlate prin cauterizare. Rareori chirurgia devine necesară. Perforarea și sângerarea sunt rare în timpul gastroscopiei. Alte riscuri minore includ reacțiile la medicament și complicațiile legate de alte boli pe care pacientul le poate avea. În consecință, pacienții trebuie să-și informeze medicul despre toate tendințele alergice și problemele medicale. Ocazional, locul injectării sedative poate deveni inflamabil și licitat pentru o perioadă scurtă de timp. Acest lucru nu este de obicei gravă și comprese calde pentru câteva zile sunt, de obicei, de ajutor. În timp ce oricare dintre aceste complicații ar putea să apară, este bine să ne amintim că fiecare dintre acestea apare destul de rar. Un medic poate discuta în continuare riscurile cu pacientul în ceea ce privește nevoia specială de gastroscopie.

## După endoscopie
După procedură, pacientul va fi observat și monitorizat de un individ calificat în camera de endoscopie sau într-o zonă de recuperare, până când o parte semnificativă a medicamentelor va fi epuizată. Ocazional, pacientul este lăsat cu o ușoară durere în gât, care poate răspunde la gargară salină sau ceai de mușețel. Poate să dureze săptămâni sau să nu se întâmple deloc. Pacientul poate avea un sentiment de distensie din aerul insuficient utilizat în timpul procedurii. Ambele probleme sunt ușoare și trecătoare. Când este complet recuperat, pacientul va fi instruit când să-și reia dieta obișnuită (probabil în câteva ore) și va fi permis să fie luată acasă. În cazul în care sa utilizat sedarea, cele mai multe facilități mandatează ca pacientul să fie dus acasă de către o altă persoană și că nu conduce sau manipulează utilajele pentru restul zilei. Pacienții care au prezentat o endoscopie fără sedare sunt capabili să plece fără asistență.

## Endoscoape
Un endoscop poate consta din:
- un tub rigid sau flexibil.
- un sistem de livrare ușoară pentru iluminarea organului sau a obiectului sub control. Sursa de lumină este în mod normal în afara corpului și lumina este, de obicei, dirijată printr-un sistem cu fibră optică.
- un sistem de lentile care transmite imaginea de la lentilele obiectivului la telespectator, în mod obișnuit un sistem de lentile cu relee în cazul endoscoapelor rigide sau un fascicul de fibre optice în cazul unui fibroscop.
- un ocular. Instrumentele moderne pot fi videocopice, fără ocular. Un aparat de fotografiat transmite o imagine pe un ecran pentru capturarea imaginii.
- un canal suplimentar pentru a permite intrarea instrumentelor medicale sau a manipulatorilor.

Pacienților supuși procedurii li se poate oferi sedare, care include propriile riscuri.

## Istoric
Primul endoscop a fost dezvoltat în 1806 de către Philipp Bozzini în Mainz cu introducerea lui "Lichtleiter" (dirijor de lumină) "pentru examinarea canalelor și a cavităților corpului uman". Cu toate acestea, Societatea Medicală din Viena a respins această curiozitate. Primul care a folosit un endoscop într-o operație reușită a fost Antonin Jean Desormeaux, a cărui invenție a fost cea mai recentă tehnică a invenției de energie electrică.
Utilizarea luminii electrice a reprezentat un pas important în îmbunătățirea endoscopiei. Primele astfel de lumini au fost exterioare, deși suficient de capabile de iluminare pentru a permite cistoscopia, histeroscopia și sigmoidoscopia, precum și examinarea cavității nazale (și mai târziu toracice), așa cum a fost efectuată în mod obișnuit la pacienții umani de către Sir Francis Cruise (folosind propriul endoscop comercial disponibil ) până în 1865 în Spitalul Mater Misericordiae din Dublin, Irlanda. Mai târziu, au devenit disponibile becuri mai mici, făcând lumină internă posibilă, de exemplu, într-un histeroscop de către Charles David în 1908.
Hans Christian Jacobaeus a fost creditat pentru prima serie mare de explorări endoscopice ale abdomenului și toracelui cu laparoscopie (1912) și toracoscopie (1910), deși prima examinare thoracoscopică raportată la un om a fost, de asemenea, de către Cruise.
Laparoscopia a fost utilizată în diagnosticul bolii hepatice și a vezicii biliare de către Heinz Kalk în anii 1930. Speranța a raportat în 1937 despre utilizarea laparoscopiei pentru a diagnostica sarcina ectopică [16]. În 1944, Raoul Palmer și-a plasat pacienții în poziția Trendelenburg după distensie gazoasă a abdomenului și, astfel, a putut efectua în mod fiabil laparoscopia ginecologică.

### Wolf and Storz
Georg Wolf (1873-1938), un producător de endoscoape rigide din Berlin, înființat în 1906, a produs gastroscopul flexibil Sussmann în 1911 (Modlin, Farhadi, Journal of Clinical Gastroenterology, 2000) Karl Storz a început să producă instrumente pentru specialiștii ENT în 1945 prin intermediul companiei sale, Karl Storz GmbH.

### Fibre optice
Basil Hirschowitz and Larry Curtiss au inventat primul endoscop cu fibră optică în 1957. La începutul anilor 1950, Harold Hopkins proiectase un "fibroscop" format dintr-un pachet de fibre de sticlă flexibile, capabile să transmită în mod coerent o imagine. Acest lucru sa dovedit a fi util atât din punct de vedere medical, cât și din punct de vedere industrial, iar cercetările ulterioare au dus la îmbunătățirea calității imaginii. Alte inovații au inclus utilizarea de fibre suplimentare pentru a canaliza lumina către capătul obiectivului de la o sursă externă puternică, obținând astfel un nivel ridicat de iluminare cu spectru complet necesar pentru vizionarea detaliată și fotografierea color.
Practica anterioară a unei mici lămpi cu incandescență la vârful endoscopului a lăsat alegerea de a viziona fie o lumină roșie sau o creștere a luminii - ceea ce a dus la arderea interiorului pacientului. Alături de progresele spre optică, a fost dezvoltată abilitatea de a "conduce" vârful, precum și inovațiile în instrumentele chirurgicale operate de la distanță conținute în corpul endoscopului însuși. Acesta a fost începutul "intervenției chirurgicale cu cheie" așa cum o știm astăzi.

### Endoscoape cu lentile cilindrice
Au existat limite fizice la calitatea imaginii unui fibroscop. Un pachet de 50.000 de fibre spun că oferă doar o imagine de 50.000 de pixeli și continuarea îndoielii de la folosire rupe fibrele și pierde progresiv pixeli. În cele din urmă, atât de mulți se pierd că întregul pachet trebuie înlocuit (pe cheltuieli considerabile). Harold Hopkins și-a dat seama că orice îmbunătățire optică ar necesita o abordare diferită. Endoscoapele rigide anterioare au suferit de transmitere a luminii scăzute și de calitate slabă a imaginii. Cerința chirurgicală de trecere a sculelor chirurgicale, precum și a sistemului de iluminare din tubul endoscopului - care în sine este limitat în dimensiuni de către corpul uman - a lăsat foarte puțin spațiu pentru optica imagistică. Lentilele mici ale unui sistem convențional necesită inele de susținere care ar obscură cea mai mare parte a zonei lentilei; au fost greu de fabricat și asamblat și optic aproape inutil.
Soluția elegantă pe care Hopkins a inventat-o a fost să umple spațiile de aer dintre "lentilele mici" cu tije de sticlă. Acestea au montat exact tubul endoscopului, făcându-le să se auto-alinieze și nu necesită alt suport. Acest lucru a permis ca lentilele mici să fie dispuse cu totul. Lentilele de tijă au fost mult mai ușor de manevrat și au utilizat diametrul maxim posibil.
Cu curbură și acoperiri adecvate la capetele tijei și alegerile optime ale tipurilor de sticlă, toate calculate și specificate de Hopkins, calitatea imaginii a fost transformată - chiar și cu tuburi cu diametrul de numai 1 mm. Cu un "telescop" de înaltă calitate cu un astfel de diametru mic, sculele și sistemul de iluminare ar putea fi adăpostite confortabil într-un tub exterior. Încă o dată, Karl Storz a produs primul dintre aceste noi endoscoape, ca parte a unui parteneriat lung și productiv între cei doi bărbați.
În timp ce există regiuni ale corpului care vor necesita întotdeauna endoscoape flexibile (în principal, tractul gastrointestinal), endoscoapele cu rigid tijă au performanțe excepționale, încât sunt încă instrumentul preferat și au permis o intervenție chirurgicală modernă. 
Harold Hopkins a fost recunoscut și onorat pentru progresul său medical-optic de către comunitatea medicală din întreaga lume. Acesta a format o mare parte din citare atunci când a fost distins cu Medalia de Rumford de către Societatea Regală în 1984.
Prin măsurarea absorbției de lumină de către sânge (prin trecerea luminii printr-o fibră și prin colectarea luminii printr-o altă fibră), medicul poate estima proporția de hemoglobină din sânge și poate diagnostica ulcerația din stomac.

### Reprocesarea endoscopului
Dezinfectarea la nivel înalt a endoscoapelor flexibile este solicitată de toate organismele emitente de linii directoare. Dezinfectarea la nivel înalt a endoscoapelor are loc în timpul unui proces cu mai multe etape numit reprocesare. Reprocesarea endoscoapelor implică peste 100 de indivizi. Acești pași pot fi împărțiți în categorii largi de pre-curățare, testarea scurgerilor, curățarea manuală, verificarea curățării, inspecția vizuală, dezinfecția la nivel înalt, clătirea, uscarea și depozitarea. Nerespectarea corectă a tuturor acestor măsuri poate duce la contaminarea reziduală rămasă pe endoscoape.
În Regatul Unit, există reguli stricte privind decontaminarea și dezinfectarea endoscoapelor flexibile, cea mai recentă fiind CfPP 01-06, lansată în 2013.
Endoscoapele rigide, cum ar fi un artroscop, pot fi sterilizate în același mod ca și instrumentele chirurgicale, în timp ce endoscoapele flexibile la cald nu pot.

## Evoluții recente
Odată cu aplicarea sistemelor robotice, a fost introdusă telesurgia deoarece chirurgul ar putea fi la un loc îndepărtat de pacient. Prima operație transatlantică a fost numită operația Lindbergh. Aparatele de măsurare a pH-ului esofagian fără fir pot fi acum dispuse endoscopic, pentru a înregistra trendurile ph într-o zonă de la distanță.

### Simulatoare VR pentru endoscopie
Simulatoarele de realitate virtuală sunt dezvoltate pentru medici de formare pe diferite abilități de endoscopie.

### Endoscopie de unică folosință
Endoscopia de unică folosință este o categorie emergentă de instrumente endoscopice. Evoluțiile recente au permis fabricarea de endoscoape suficient de ieftine pentru a fi utilizate numai pe un singur pacient. Se întâlnește o cerere tot mai mare de reducere a riscului de contaminare încrucișată și a bolilor dobândite în spital. Un consorțiu european al IMM-urilor lucrează la proiectul DUET (utilizarea de unelte de endoscopie de unică folosință) pentru a construi un endoscop de unică folosință.

### Endoscopia capsulata
O nouă tehnologie de endoscopie utilizează un Endoscop capsulat magnetic (MGCE) pentru controlul wireless, monitorizare și imagistica.

### Realitate augmentată
Imaginea endoscopică poate fi combinată cu alte surse de imagine pentru a oferi chirurgului informații suplimentare. De exemplu, poziția unei structuri anatomice sau a unei tumori ar putea fi arătată în filmul endoscopic.

### Măsurarea endoscopiei
Lucrări curente de cercetare privind colectarea endoscopică a datelor dimensionale 3D, cum ar fi utilizarea triangulării cu laser sau apropierea de proiectarea luminii structurate. În funcție de optica utilizată, geometria interioară poate fi măsurată cu precizie în regiunea mică μm. Se dezvoltă și alte tehnologii emergente care măsoară proprietățile optice ale luminii, cum ar fi polarizarea optică, faza optică și endoscopia hiperspectrală, care înregistrează imagini la multe lungimi de undă diferite.

## Legături externe
- en  The Atlas of Gastrointestinal Endoscopy Arhivat în 18 aprilie 2012, la Wayback Machine. endoatlas.com
- en  El Salvador Atlas of Gastroinstestinal Endoscopy Arhivat în 28 iulie 2011, la Wayback Machine.
- en  Gastrolab: Site in English, Swedish and Finnish with gastrointestinal endoscopy photolibrary Arhivat în 10 iulie 2020, la Wayback Machine.
- en  Preventing cross-contamination from flexible endoscopes Arhivat în 13 mai 2011, la Wayback Machine. massdevice.com
- en  Advances in Endoscopy Arhivat în 13 mai 2018, la Wayback Machine. advancedimagingpro.com